# Boba Fett könyve
A Boba Fett könyve (eredeti cím: The Book of Boba Fett) 2021 és 2022 között vetített amerikai kalandfilmsorozat, amelyet Jon Favreau alkotott. A  Csillagok háborúja-franchise második élőszereplős tévésorozata. A Mandalóri sorozat spin-offja, amelyben a fejvadász Boba Fett szerepel. A főbb szerepekben Temuera Morrison és Ming-Na Wen látható.
A sorozat  2021. december 29-én debütált Amerikában a Disney+ streaming szolgáltató weboldalán. Magyarországon a szinkronizált változat  2022. június 14-én jelent meg.

## Ismertető
A Boba Fett könyve egy izgalmas Star Wars-kaland, amelyben a legendás fejvadász Boba Fett és társa, Fennec Shand a galaxis alvilágának vezetőivé válnak, miután visszatérnek a Tatooine-ra, hogy irányítás alá vonják a Hutt szindikátus egykori vezére, Jabba bűnözőbirodalomát.

## Cselekmény
A cselekmény két szálon fut: egy a "jelenben" (Y. u. 9-10), egy a múltban (Y. u. 4-9), de vannak visszapillantások a klónháborúk idejére is. A múltbeli szál valójában Boba Bacta-tartály-beli álmaként jelenik meg. 

## Szereplők

### Főszereplők
| Szereplő     | Színész                                  | Magyar hang    | Leírás |
| ------------ | ---------------------------------------- | -------------- | --- |
| Boba Fett    | Temuera Morrison                         | Dörner György  | Hírhedt fejvadász, Jango Fett fia, akit korábban halottnak hittek. Elege lett a munkaadóiból, akik simán a halálba küldenék őt, ezért ő akar lenni a bűnvezér. |
| Boba Fett    | Daniel Logan (fiatalon, archív felvétel) | Nem szólal meg | Hírhedt fejvadász, Jango Fett fia, akit korábban halottnak hittek. Elege lett a munkaadóiból, akik simán a halálba küldenék őt, ezért ő akar lenni a bűnvezér. |
| Fennec Shand | Ming-Na Wen                              | Horváth Lili   | Merénylő és zsoldos a galaxis legfőbb bűnszövetkezeteinél. |
| Din Djarin   | Pedro Pascal                             | Varga Gábor    | Egy mandalóri fejvadász, akinek Boba és Fennec korábban segített.                                                                                              |

### Mellékszereplők
| Szereplő             | Színész                                              | Magyar hang        | Leírás |
| -------------------- | ---------------------------------------------------- | ------------------ | --- |
| Buckalakó gyerek     | Wesley Kimmel                                        | Eredeti hang       | Ő az akivel Boba elment vizet keresni, majd akit megmentett a sivatagi szörnytől.                                                                                    |
| Buckalakó törzsfőnök | Xavier Jimenez                                       | Eredeti hang       | Ő volt a törzs főnöke. Ő jött rá arra, hogy Boba ölte meg a sivatagi szörnyet.                                                                                       |
| Buckalakó harcos     | Joanna Bennett                                       | Eredeti hang       | A törzs legjobb harcosa. Ő tanította meg Bobát harcolni a Gaffi-bottal.                                                                                              |
| 8D8                  | Matt Berry (hang)                                    | Makranczi Zalán    | Boba Fett udvarmestere, aki korábban Jabba kínzódroidja volt. |
| Főudvarmester        | David Pasquesi                                       | Fekete Zoltán      | Mok Shaiz twi'lek főudvarmestere. |
| Garsa Fwip           | Jennifer Beals                                       | Kisfalvi Krisztina | Egy bár befolyásos twi'lek vezetője. |
| Mok Shaiz            | John Rosengrant (megfromáló) Robert Rodríguez (hang) | Harcsik Róbert     | Mos Espa polgármestere. |
| Drash                | Sophie Thatcher                                      | Gulás Fanni        | Tolvajok, akiknek Boba munkát ad. Néhány végtagjukat kibernetikusra cserélték, hogy erősebbek legyenek.                                                              |
| Skad                 | Jordan Bolger                                        | Rada Bálint        | Tolvajok, akiknek Boba munkát ad. Néhány végtagjukat kibernetikusra cserélték, hogy erősebbek legyenek.                                                              |
| Fekete Krrsantan     | Carey Jones                                          | Eredeti hang       | Vuki fejvadász, Boba korábbi társa. Az ikrek elküldik őt hogy ölje meg a címszereplőt, de miután sikertelen lett a merénylett, Boba elengedi őt, később felveszi őt. |

### Kiemelt szereplők
| Szereplő              | Színész                                             | Magyar hang   | Leírás |
| --------------------- | --------------------------------------------------- | ------------- | --- |
| Dokk Strassi          | Stephen Oyoung (megfromáló) Robert Rodríguez (hang) | Welker Gábor  | A tatuini Trandoshai család feje. Korábban Jabba kapitánya. |
| A Hutt ikrek          | CGI                                                 | Eredeti hang  | Jabba, a hutt unokatestvérei. Ők akarják Jabba örökségét, ezért elküldik Krrsantan-t hogy ölje meg Bobát, később bocsánatott kérnek ezért és egy Rancort hoztak ajandékbe, illetve elhagyják a Tatuin bolygót, mert Mok Shaiz másnak igérte a földet. |
| Lortha Peel           | Stephen Root                                        | Forgács Gábor | Egy vízkereskedő, aki panaszkodik Bobának, hogy lopják a vizét. |
| Rancor idomár         | Danny Trejo                                         | Varga Tamás   | Az ikrek adják őt Bobának a Rancorral együtt. |
| Pyke főnök            | Jamie Alexander (megformáló) Phil LaMarr (hang)     | TBA           | A Pyke szindikátus tatuini vezetője. |
| Kibernetikus módosító | Stephen Lee Bruner                                  | TBA           | Mos Eisley külvárosában kibernetikus végtagokat csináltat, annak aki kéri. Ő menti meg Fennec Shand életét, de csak pénzért cserébe. |
| Fegyverkovács         | Emily Swallow                                       | Solecki Janka | Bujkáló mandalore-i kovács. Dinnel egy helyen bujkáltak a Nevarron. |
| Peli Motto            | Amy Sedaris                                         | Vándor Éva    | Tatuini szerelő Mos Eisley városában. Megígérte Mandonak, hogy csinál egy hajót neki, mely helyettesítheti a Razor Crestet. |
| Cobb Vanth            | Timothy Olyphant                                    | Barát Attila  | Mos Pelgo, más néven Freetown marsallja. Mando megkéri, hogy segítsen a Pyke-ok ellen. |
| Luke Skywalker        | Mark Hamill Graham Hamilton                         | Stohl András  | Anakin Skywalker fia, jelenleg Grogu mestere. |
| Grogu                 | Báb                                                 | Eredeti hang  | Din Djarin lelence, és Luke Skywalker tanítványa. Döntenie kell, hogy Jedi lesz vagy mandalóri? |
| Ahsoka Tano           | Rosario Dawson                                      | Molnár Ilona  | Anakin Skywalker volt tanítványa. Miután kilépett a Jedi rendből, a Lázadás titkos ügynöke, Fulcruma lett. A Galaktikus Birodalom legyőzése után Ezra Bridgert és Thrawnt keresi.                                                                     |
| Cad Bane              | Dorian Kingi (megfromáló) Corey Burton (hang)       | Mihályi Győző | Fejvadász, akit felbéreltek a Pyke-ok. Múltjában már állt szemben Bobával és Fenneckel is. |
| Taanti                | W. Earl Brown                                       | TBA           | Freetown Weequay kocsmárosa, ellenzi a Pyke-ok elleni harcot. |

### További szereplők
| Szereplő                | Színész                                          | Magyar hang         | Leírás |
| ----------------------- | ------------------------------------------------ | ------------------- | --- |
| Rodiai fogoly           | Dawn Dininger (megformáló) Sam Witwer (hang)     | Eredeti hang        | A buckalakók foglya. Elárulja Bobát, menekülés közben.                                                             |
| Garfalaquox             | Barry Lowin                                      | Eredeti hang        | A tatuini Aqualish család feje. Jabba korábbi kapitánya.                                                           |
| Gamorri őrök            | Frank Trigg                                      | Eredeti hang        | Hűséget esküdtek Boba Fettnek.                                                                                     |
| Gamorri őrök            | Collin Hymes                                     | Eredeti hang        | Hűséget esküdtek Boba Fettnek.                                                                                     |
| Twi'lek felszolgálók    | Marlon Aquino                                    | TBA                 | |
| Twi'lek felszolgálók    | Andrea Bartlow                                   | TBA                 | |
| Éjszakai szél orgyilkos | Paul Darnell                                     | TBA                 | Társaival együtt küldték, hogy megölje Bobát. Azt állítja, a polgármester küldte.                                  |
| Camie Marstrap          | Mandy Kowalski                                   | TBA                 | Luke Skywalker tatuini ismerősei, Boba Fett megmenti őket egy rablóbandától.                                       |
| Laze Loneozner          | Skyler Bible                                     | TBA                 | Luke Skywalker tatuini ismerősei, Boba Fett megmenti őket egy rablóbandától.                                       |
| Pyke utazó              | Alfred Hsing (megformáló) Stephen Stanton (hang) | TBA                 | A Pyke szindikátus tagja, aki Tatuin homokjában egy fűszervonatot vezet.                                           |
| Klatooni vezető         | Ardeshir Radpour (megformáló) Phil LaMarr (hang) | Faragó András       | A tatuini klatooni család feje. Jabba korábbi kapitánya.                                                           |
| Bib Fortuna             | Matthew Wood                                     | Eredeti hang        | Jabba korábbi udvarmestere. Ura halála után maga vette át az irányítást, amíg Boba meg nem ölte.                   |
| Kaba Baiz               | Ardeshir Radpour                                 | Petridisz Hrisztosz | Klatooni húskereskedő, Mando célpontja, aki megöli őt, mert rátámadtak.                                            |
| Paz Vizsla              | Tait Fletcher (megformáló) Jon Favreau (hang)    | Bognár Tamás        | Bujkáló mandalore-i harcos. Dinnel egy helyen bujkáltak a Nevarrón. Felmenői között található Tarre és Pre Vizsla. |
| Reed hadnagy            | Max Lloyd Jones                                  | TBA                 | Az Új Köztársaság pilótái, lekapcsolják Mandót, de ő elszökik.                                                     |
| Carson Teva százados    | Paul Sun-Hyung Lee                               | Holl Nándor         | Az Új Köztársaság pilótái, lekapcsolják Mandót, de ő elszökik.                                                     |
| R2-D2                   | Nem szólal meg                                   | Nem szólal meg      | Luke droidja. |
| Scott helyettes         | JJ Dashnaw                                       | TBA                 | Freetown marsall-helyettese.                                                                                       |
| Jo                      | Karisma Shanel                                   | TBA                 | Freetown lakosa.                                                                                                   |

### Magyar változat
- Magyar szöveg: Blahut Viktor
- Hangmérnök és szinkronrendező: Kránitz Lajos András
- Vágó: Kránitz Bence
- Gyártásvezető: Bogdán Anikó
- Produkciós vezető: Máhr Rita
- Művészeti vezető: Maciej Eyman
- Keverőstúdió: Shepperton International

A szinkront az SDI Media Hungary készítette.

## Epizódok
| # | Cím                                                                                        | Rendező             | Író                        | Premier                             |
| --- | ------------------------------------------------------------------------------------------ | ------------------- | -------------------------- | ----------------------------------- |
| 1. | 1. fejezet: Különös jövevény egy különös vidéken (Chapter 1: Stranger in a Strange Land)   | Robert Rodríguez    | Jon Favreau                | 2021. december 29. 2022. június 14. |
| Boba a Bacta-tartályban újraélte álmában a Sarlacc-veremből való kimenekülését. Miután kimenekült belőle, Javák találták meg és vitték el páncéljá. Ezután Buckalakók vitték el táborukba, ahol az éjjel meg akart szökni, de rabtársa lebuktatta és elkapták. Álmát Fennec szakította meg, mert megérkeztek Mos Espa befolyásos lakói. Először is az Aqualish család feje érkezett tiszteletdíjjal, majd a Trandoshai. Ezek után a polgármester udvarmestere jött, aki viszont Bobától kért tiszteledíjat. Ezt megkapta, tehát életben maradhatott. Utána két gamorrai őr látogatott hozzá, akik hűséget esküdtek. Ezek után ellátogattak Garsa Fwiphez a befolyásos bártulajdonoshoz, aki szintén adott pénzt a sisakba rejtve. Szinte miután kiléptek az ajtón, megtámadták őket. A támadók közül egyet elfogtak, de Boba megsérült és azonnal a Bacta-tartályba kellett helyezni, ahol megint csak álmodott. Álmában elvitték feketedinnyét keresni, de néhány dinnye után egy sivatagi szörnnyel találták szembe magukat, akit Boba végül legyőzött és ezzel megmentve a buckalakó kisfiút, befogadták a törzsbe. |                                                                                            |                     |                            |                                     |
| 2. | 2. fejezet: A Tatuin törzsei (Chapter 2: The Tribes of Tatooine)                           | Steph Green         | Jon Favreau                | 2022. január 5. 2022. június 14.    |
| A második rész a jelenben kezdődött, méghozzá az Éji szél harcosának kifaggatásával, aki megfélemlítés után ugyan, de elárulta, hogy a polgármester küldte. Ő viszont ezt tagadta és megmondta Bobának, hogy nézzen utána ki az aki valójában meg akarta öletni, de ekkor megöleti a mestergyilkost, amit azzal magyaráz, hogy az Éji szél harcosainak tilos oda mennie. Azt ajánlja, hogy menjen Garsa Fwip bárjához. Ott Az Ikreket találta, akik nem tagadták, hogy Jabba örökségére fáj a foguk. Ebben a jelenetben Boba korábbi fejvadász társa Fekete Krrsantan is megjelent, mint fenyegetés. Ezek után Boba pihenni és gyógyulni kívánt a Bacta-tartályban. A buckalakókat megtizedelő vonat feldühítette Bobát, ezért úgy döntött, megállítja. Ezt úgy akarta elérni, hogy elutazott a Toschi állomásra ahol egy Nikto fosztogatóbanda rabolt éppen és összetűzésbe keveredtek Camievel és Fixerrel, Luke korábbi barátaival. Boba lemészárolta az összes fosztogatót és elvitte siklóikat. Miután sok fáradozással megtanította a buckalakókat hogyan irányítsák, nagy áldozattal ugyan, de megállították a vonatot, amin Pyke-ok utaztak. Ők azt állították, hogy csak védték a szállítmányt, mire Boba elmondta, hogy ezután a Taszkenek védelme alatt útdíjat fizetve kelhetnek át a dűnetengeren. Ezek után Bobát Taszkenné avatják. Megkapja a A Mandalóriból ismert köpenyét, Gaffi-botját és puskáját. |                                                                                            |                     |                            |                                     |
| 3. | 3. fejezet: Mos Espa utcái (Chapter 3: The Streets of Mos Espa)                            | Robert Rodríguez    | Jon Favreau                | 2022. január 12. 2022. június 14.   |
| Boba droidja, 8D8 bemutatta Mos Espát és annak közelmúltbeli történelmét. Utána beállított Lortha Peel, egy vízfarmer. Állítása szerint lopják a vizét és ha a Daimyo megbünteti őket, ő megduplázza tiszteletdíját. Ezután Boba ellátogatott oda és kiderült, hogy a farmer megfizethetelen áron adja a vizet. A kibernetikus végtagokkal ellátott fosztogatókat felfogadta kísérő őröknek. Ezután befeküdt a Bacta tartályba, ahol arról álmodott, ahogyan elment a Pyke-okhoz útdíjat kérni, de ahhoz, hogy azt megkaphassa el kellett intéznie a Kintan Strider nevű fosztogatóbandát. A Taszken faluba való visszaérésekor azt látta, hogy felégették és kiirtották a falu lakosságát. Látszólag a niktók műve. Ekkor megszakították álmát... Fekete Krrsantan támadt rá és a páncélja sem segített, csak a Gaffi-bottal tudta felvenni a harc ritmusát, de így is csak a Gamorrai őrök, a kibernetikus végtagokkal ellátott újoncai és Fennec segítségével sikerült a Vukit a Rancor-verembe dobni. Az Ikrek visszatértek, hogy ajándékba adjanak egy rancort és elmondják Bobának, hogy egy másik bűnszervezet szándékozik rátenni a kezét a Tatuinra. Ezután a rancor tulajdonosa arra vállalkozott, hogy megtanítja Bobát rancort lovagolni, de 8D8 jelentkezett, hogy nem lehet elérni a polgármestert. Ezért személyesen is utánajártak a dolognak. Egy kis utcai üldözés után elkapták a főudvarmestert, aki bevallotta, hogy a polgármester a Pyke-okkal dolgozik, amit végül Boba egyik embere meg is erősített. Ezután pedig realizálták, hogy háború készül.                                                                      |                                                                                            |                     |                            |                                     |
| 4. | 4. fejezet: A közelgő vihar (Chapter 4: The Gathering Storm)                               | Kevin Tancharoen    | Jon Favreau                | 2022. január 19. 2022. június 14.   |
| A Bacta tartályban Boba arról álmodott, ahogy Fennecet megmentette a sivatagban. Elvitte őt a Módosítóhoz, aki új légző- és emésztőrednszert épített be neki. Ezután mélyebb betekintést kapunk Fennec és Boba korai kapcsolatába, ahol még úgy volt, hogy Fennec csak rövid ideig marad. De mindez megváltozott miután visszaszerezték a Firespray-31 osztályú Slave-1-t Bib palotájából. A hajóval leszedték a Kintan Strider tagjait, majd a szeizmikus töltetével megölték a Sarlaccot is. Boba azt hitte, ott a páncélja, de csalódnia kellett. Mivel teljesen meggyógyult, nem volt már szüksége a Bacta tartályra Bobának. Egyedül ment el Garsa menedékebe, ahol az általa szabadon engedett Krrsantan éppen letépte egy Trandoshai karját, annak ellenére, hogy Garsa Fwip felajánlotta neki, hogy nem kell fizetnie, ha nem teszi. Miután távozott, Boba elmondta neki, hogy van számára munka. Ezután megbeszélést tartottak Mos Espa családjai között. Abban egyeztek meg, hogy semlegesek maradnak a háborúban. De Bobának így is gondjai akadtak, mivel kevesen vannak egy háborúhoz. |                                                                                            |                     |                            |                                     |
| 5. | 5. fejezet: A Mandalóri visszatér (Chapter 5: Return of the Mandalorian)                   | Bryce Dallas Howard | Jon Favreau                | 2022. január 26. 2022. június 14.   |
| A rész egy húsüzemben indult ahova Mando érkezett, hogy elvigye az ott tartózkodó Kaba Baizt. Mivel ő ellenállást tanúsított, ezért csak a fejét szállította le. Mikor az őrökkel számolt le, használatba vette a Sötétkardot, amivel viszont magát is megsértette. Az ügyfél kifizette őt és elmondta neki, hogy juthat le a város alsó szintjére. Mint később kiderült, ott tartózkodott a Páncélkészítő és Paz Vizsla. Előbbi kérdezte meg Dintől mi okozta sérülését, miközben utóbbi ápolta. Ezután elmesélte neki Bo-Katan és Az ezer könnyek éjszakájának történetét, majd beüzemelte a Beskar olvasztót, amiben megolvasztotta Mando lándzsáját, aminek már létezése veszélyt jelent minden mandalorira. Abból pedig készített valamit Grogu számára. Utána fénykardezdést tartott Dinnek, akinek nem nagyon ment, mivel nem tudott kapcsolatot teremteni a karddal. Ekkor kihívta párbajra Paz Vizsla és ő elfogadta. A párbajt főhősünk nyerte, de kiderült róla, hogy levette a sisakját, amiért kitagadták és egyelőre nem vezekelhet. Mindezek után úgy döntött, hogy elmegy a Tatuin rá és felkereste Peli Motto-t. Ő egy N-1-es csillagvadászt kezdett el újjáépíteni és Mando segítségével be is fejezte. Ő pedig elvitte egy tesztrepülésre a Beggar kanyon felé, ahol az űr felé vette az irányt, de mivel túl gyorsan hajtott egy szállítóhajó mellett, lekapcsolták az Új Köztársaság X-szárnyú pilótái. Szerencséjére egyikük Carson Teva volt, aki nem jelentette Mandót. Miután sikeresen landolt, Fennec érkezett meg és kérte fel segítségre, amit Mando el is fogadott, de előbb meg akarta látogatni egy kis barátját. |                                                                                            |                     |                            |                                     |
| 6. | 6. fejezet: Feltűnik egy idegen a sivatagból (Chapter 6: From the Desert Comes a Stranger) | Dave Filoni         | Dave Filoni és Jon Favreau | 2022. február 2. 2022. június 14.   |
| Cobb Vanth talált rá néhany Pyke-ra Mos Pelgo körzetében és büntetés nélkül elengedte volna őket (mivel illegális fűszerekkel kereskedtek), de ők rátamadtak, majd egy kivételével mind meghaltak. Vele üzente meg aztán Cobb, hogy Mos Pelgo területén nincs fűszerkereskedelem. Eközben Mando megérkezett egy erdős bolygóra, ahol Luke-ot és Grogut kereste, de R2-D2 az épülő Jedi templomoz vezette, majd kikapcsolta magát. Luke ekkor éppen Grogut tanította, pontosabban segített neki visszaemlékezni arra, amit már megtanult korábban. Segített neki emlékezni, arra hogy honnan jött: a Coruscanti Jedi Templomból, amit az 501-es légió támadott meg éppen. Mikor Mando felébredt, Ahsokát találta maga előtt. A nő elmondta neki, hogy Grogunak azzal segít, ha nem találkoznak. Mando ezt megértette némi idő után és elment, de a kis csomagot odaadta Ahsokának. Ezután Grogu megtanult ugrani, miközben Ahsoka odament Luke-hoz, hogy elköszönjön tőle. Din a Tatuinra érve felkereste Bobáékat, majd elment segítségért Mos Pelgoba, amit mint később kiderült már Freetownnak hívnak. Megpróbálta meggyőzni Cobb-ot, de ez csak Cad Bane-nek ment, aki párbajban legyőzte a marsallt. Luke két lehetőséget adott Grogunak: Ha a páncélt választja és Mandoval tart, de ha Yoda fénykardját, akkor Jedi lesz belőle és megszünteti kötődését. |                                                                                            |                     |                            |                                     |
| 7. | 7. fejezet: A becsület nevében (Chapter 7: In the Name of Honor)                           | Robert Rodríguez    | Jon Favreau                | 2022. február 9. 2022. június 14.   |
| Bane a Pyke-okhoz ment, ahol megtudtuk, hogy szövetségre léptek Boba látszólagos társaival és hogy ők irtották ki a Buckalakókat. Eközben Grogu érkezett Peli Mottohoz R2-val és a Vörös ötössel. Tehát nem szakítja el kötődéseit és Mandalori lesz. Bobáék úgy döntöttek, hogy Garsa menedékében várták a Pyke támadást. Először Cad Bane jött, akit Boba elküldött, de a helyébe Pyke-ok jöttek. A főudvarmester tárgyalni akart velük, de a vége harc lett. Krrsantan a Trandoshai, a modok az aqualish a gamorraiak pedig a külváros területén őrködtek. Mint kiderült a civilek, ezen fajokból harcra készültek. Freetown lakói érkeztek segíteni, majd a maradék modosok és Fekete Krrsantan is, de a gamorrai őrök nem élték túl a harcot. Már azt hitték, hogy győztek, mikor droidekákra hasonlító óriásdroidok támadták meg őket, akiket még a sötétkaddal sem tudta legyőzni Mandro. Keserves harcok után csak Grogu és Boba Rancora tudták megállítani a droidokat. Egyvalaki maradt hátra: Cad Bane, aki még mindig gyorsabb volt Bobánál, de a Gaffi bot segítségével legyőzte őt a főhős. A rancor közben elszabadult és Grogu az Erőnek hála elaltatta. A Pykokat és szövetségeseit Fennec győzte le véglegesen, mikor vezetőiket megölte. Ezek után a közemberek tiszteletet mutattak Daimyojuk iránt. Bobának ez fura volt, de ha ők nem, kik cselekednének helyesen ilyen pozícióban? |                                                                                            |                     |                            |                                     |

## Gyártás
A forgatás 2020 november végén kezdődött. 2021. június 8-án ért véget. A zenéjét Joseph Shirley szerezte Ludwig Göransson segítségével, aki a karakterek témáit alkotta meg.
A sorozat hivatalos bejelentésére után 2020 decemberében Temuera Morrison és Ming-Na Wen megerősítették, hogy szerepelni fognak a sorozatban.

## Díjak és elismerések
| Év   | Díj                                  | Kategória                                                                              | Díjazott | Eredmény | Forr.  |
| ---- | ------------------------------------ | -------------------------------------------------------------------------------------- | --- | -------- | ------ |
| 2022 | Cinema Audio Society-díj             | Legjobb hangvágás (televíziós sorozat – fél óra)                                       | Shawn Holden, Bonnie Wild, Scott R. Lewis, Alan Meyerson és Richard Duarte | Jelölve  | [ 17 ] |
| 2022 | Costume Designers Guild-díj          | Legjobb sci-fi/fantasy televízió                                                       | Shawna Trpcic, Areayl Cooper, Elissa Alcala, Michael Uwandi, Phillip Boutte, Keith Christensen, Imario Susilo és Julie-Marie Robar | Elnyerte | [ 18 ] |
| 2022 | Golden Reel Awards-díj               | Legjobb hangvágás (limitált sorozat vagy antológia)                                    | Matthew Wood, Bonnie Wild, David Acord, David W. Collins, Benjamin A. Burtt, Jonathan Borland, Angela Ang, Ryan Cota, Alyssa Nevarez, Ronni Brown, Andrea Gard, Sean England, Margie O'Malley, and Stephanie McNally                                | Jelölve  | [ 19 ] |
| 2022 | Irish Film and Television-díj        | Legjobb vizuális effektek                                                              | Ed Bruce és Sam Johnston | Jelölve  | [ 20 ] |
| 2022 | Hollywood Critics Association TV-díj | Legjobb színésznő (streaming, dráma)                                                   | Ming-Na Wen | Jelölve  | [ 21 ] |
| 2022 | Primetime Emmy-díj                   | Legjobb fantasy/sci-fi jelmez                                                          | Shawna Trpcic, Julie Robar és Areayl Cooper (az "1. Fejezet: Különös jövevény egy különös vidéken" c. epizódért) | Jelölve  | [ 22 ] |
| 2022 | Primetime Emmy-díj                   | Legjobb hangvágás (vígjáték- vagy drámasorozat, egy órás)                              | Matthew Wood, Bonnie Wild, David Acord, Angela Ang, Ryan Cota, Benjamin A. Burtt, David W. Collins, Alyssa Nevarez, Stephanie McNally, Margie O'Malley, Andrea Gard és Sean England (a "6. Fejezet: Feltűnik egy idegen a sivatagból" c. epizódért) | Jelölve  | [ 22 ] |
| 2022 | Primetime Emmy-díj                   | Legjobb különleges, vizuális effektek (egy évad vagy tévéfilm)                         | Richard Bluff, Abbigail Keller, Paul Kavanagh, Cameron Neilson, Scott R. Fisher, John Rosengrant, Enrico Damm, Robin Hackl és Landis Fields | Elnyerte | [ 22 ] |
| 2022 | Primetime Emmy-díj                   | Legjobb kaszkadőri koordináció (dráma, limitált, vagy antológia sorozat vagy tévéfilm) | JJ Dashnaw | Jelölve  | [ 22 ] |
| 2022 | Szaturnusz-díj                       | Legjobb televíziós limitált sorozat (streaming)                                        | Boba Fett könyve | Jelölve  | [ 23 ] |
| 2022 | Szaturnusz-díj                       | Legjobb televíziós színésznő (streaming)                                               | Ming-Na Wen | Elnyerte | [ 23 ] |
| 2023 | Visual Effects Society-díj           | Legjobb készített háttér (epizód, reklám vagy valós idejű műsor                        | Daniel Schmid Leal, Phi Tran, Hasan Ilhan és Steve Wang (a "7. Fejezet: A becsület nevében" c. epizódért) | Jelölve  | [ 24 ] |